# 오코탈

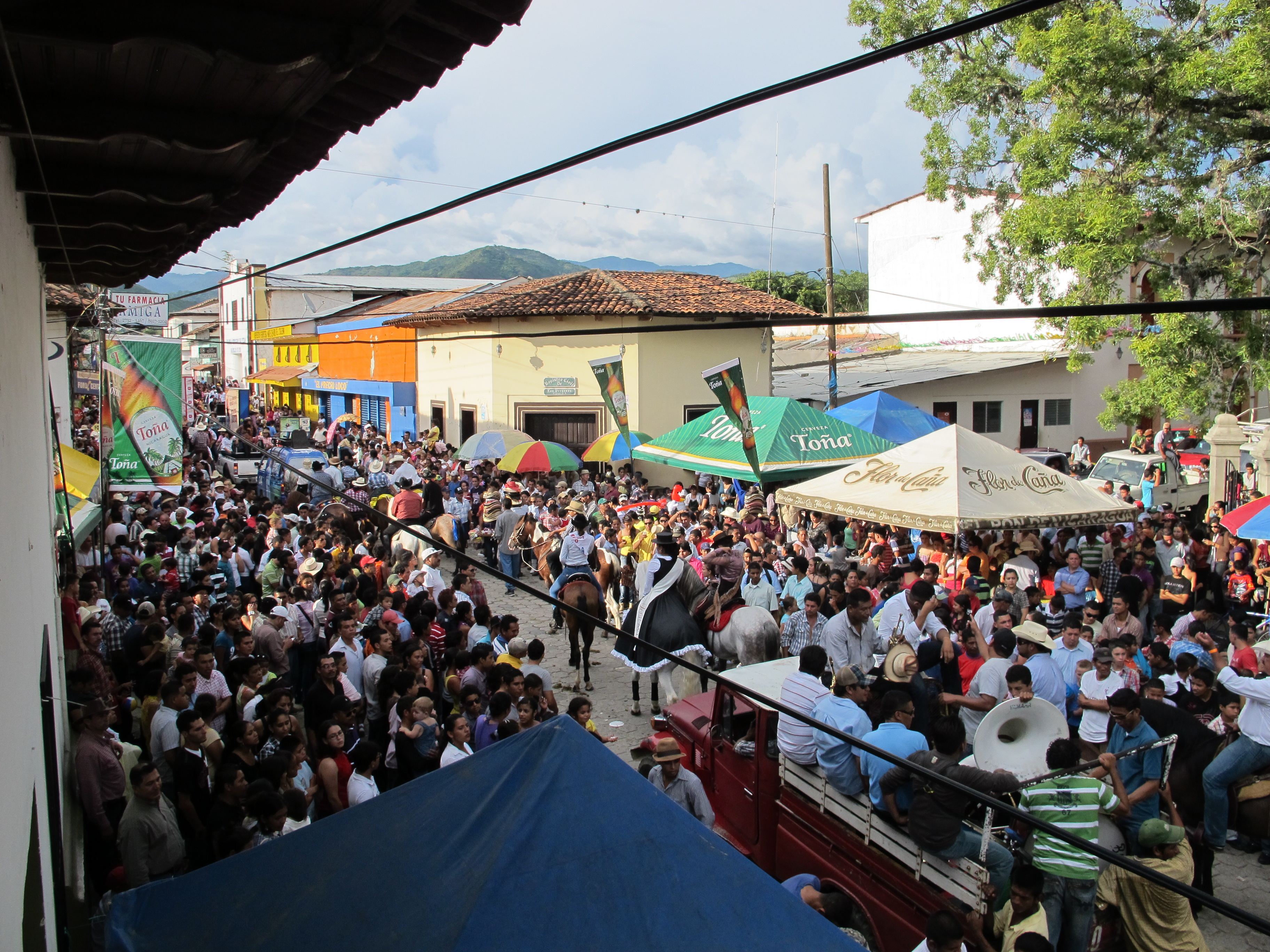

오코탈(스페인어: Ocotal)은 니카라과의 도시로 누에바세고비아 주의 주도이며 면적은 85.23km2, 인구는 34,190명(2005년 기준)이다.